# Ипељски Соколец
Ипељски Соколец (слч. Ipeľský Sokolec) насељено је мјесто са административним статусом сеоске општине (слч. obec) у округу Љевице, у Њитранском крају, Словачка Република.

## Становништво
| Година:    | 1994. | 2004.   | 2014.   | 2024.   |
| ---------- | ----- | ------- | ------- | ------- |
| Број људи: | 916   | 864     | 852     | 817     |
| Разлика:   |       | -5,67 % | -1,38 % | -4,10 % |

| Година:    | 2023. | 2024.   |
| ---------- | ----- | ------- |
| Број људи: | 816   | 817     |
| Разлика:   |       | +0,12 % |

Према подацима о броју становника из 2011. године насеље је имало 859 становника.